# Yves Charuest
Yves Charuest (* um 1960) ist ein kanadischer Jazz- und Improvisationsmusiker (Altsaxophon).

## Leben und Wirken
Yves Charuest, der aus Montréal stammt, begann seine Musikerkarriere in den 1980er-Jahren, als er in der Jazzszene seiner Heimatstadt u. a. mit Jean Beaudet, Pierre Cartier, Jean Derome, Lisle Ellis, Daniel Lessard und Michel Ratté arbeitete. Seitdem spielte er u. a. in den Ensembles I Like Jazz (1984–86), im Duo Charuest-Ratté (1984–86), Evidence (1984–86), Trio Michel Ratté (1988–93) und Wreck’s Progress (1992–96), mit denen er auf Jazzfestivals in Kanada auftrat. Er kooperierte auch mit den Elektroakustikern und Komponisten Jean-François Denis, Jef Chippewa und Jean Piché. Von 1985 bis 1990 war Charuest Mitglied im Peter Kowald Trio (mit Louis Moholo), mit dem er auch in den USA und in Europa auftrat. 1986–88 lebte er in Frankreich, Deutschland und den Niederlanden; in dieser Zeit spielte er auch mit Matthias Schubert. Im Bereich des Jazz war er zwischen 1989 und 1998 an sieben Aufnahmesessions beteiligt, u. a. mit André Duchesne (L'Ou 'L, 1991) und Darren Copeland (Rendu Visible; 1998).
Nach einer Phase außerhalb der Musikszene arbeitete Charuest ab 2011 in verschiedenen Improvisationsprojkten wie der Murray Street Band, dem Ratchet Orchestra und mit Nicolas Caloia, mit dem er in Duo-, Trio- (Still, mit Peter Valsamis) und Quartettbesetzungen arbeitet, in Stir (mit Caloia, Valsamis und Agustí Fernández sowie im Quartett mit Lori Freedman und Josh Zubot), ferner in Kooperationen mit William Parker, Marshall Allen, Nate Wooley und Mike Vlatkovich sowie in der Montrealer Improvisationsszene mit Scott Thomson, Ellwood Epps, Philippe Lauzier, Sam Shalabi und John Heward. Daneben arbeitete er auch mit der Tänzerin und Choreographin Susanna Hood (The Muted Note) und mit Alanna Kraaijeveld (Certain Crafts). 2015 erhielt Charuest den Preis François-Marcaurelle auf dem Off Festival de jazz in Montréal.

## Diskographische Hinweise
- Wreck's Progress: Catalogue (Vol. 1) (Association des Musiciens Improvisateurs de Montréal, 1998´)
- Ratchet Orchestra: Hemlock (2012)
- BCH (2) + C: Live: Taking a Shot (Small Scale Music, 2014), mit Nicolas Caloia, John Heward, Chris Burns
- Ellwood Epps, Yves Charuest: La Passe (Small Scale Music, 2014)
- Yves Charuest/ Agustí Fernández / Nicolas Caloia/ Peter Valsamis – Stir (Tour de Bras, 2017)